# Illi (Nõo)
Illi is een plaats in de Estlandse gemeente Nõo, provincie Tartumaa. De plaats heeft 191 inwoners (2021) en heeft de status van dorp (Estisch: küla).
De plaats ligt aan de rivier Elva.

## Geschiedenis
Illi werd voor het eerst genoemd in 1839 als naam van een molen. In 1923 werd Illi genoemd als de naam van een bosgebied met een watermolen. Pas in 1945 was er sprake van een dorp Illi.